# Нижні Биги
Нижні Би́ги (рос. Нижние Быги) — присілок у складі Шарканського району Удмуртії, Росія.

## Населення
Населення — 167 осіб (2010; 164 у 2002).
Національний склад станом на 2002:
- удмурти — 88 %

## Урбаноніми[3]
- вулиці — Лісова, Нова, Садова, Центральна